# Barcelona (cançó)

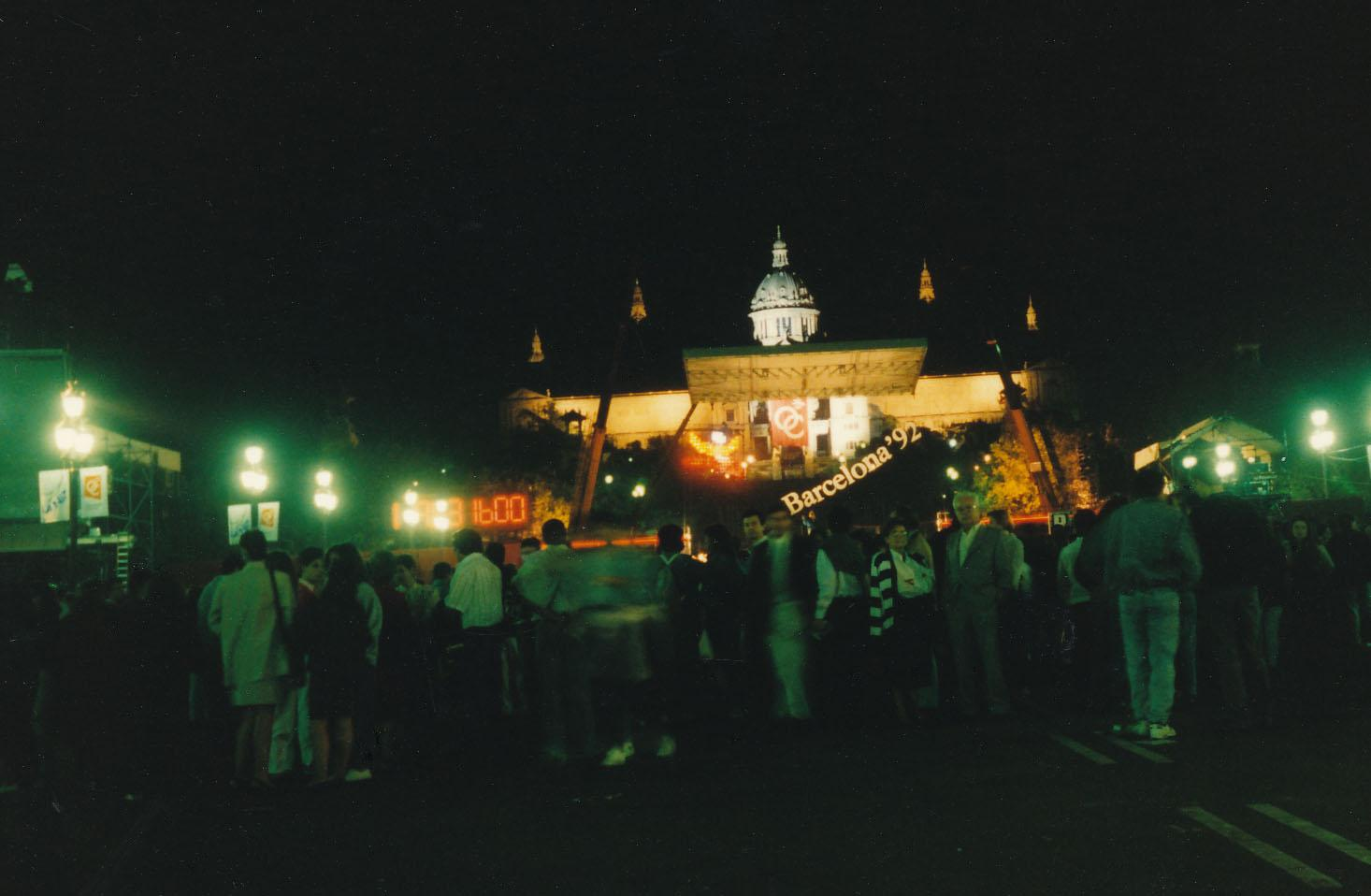
El festival "La Nit", 8 d'octubre de 1988.

«Barcelona» és una cançó interpretada pel cantant de Queen, Freddie Mercury, i la diva catalana d'òpera Montserrat Caballé i és el primer tema del disc homònim. La lletra i música van ser íntegrament creades per Mercury i Mike Moran. El 1987, en la seva versió original, la cançó va aconseguir el lloc núm. 8 en el Regne Unit, i el 1992, després de ser utilitzada la cançó com a himne dels Jocs Olímpics a Barcelona, va pujar fins al segon lloc.
Al març de 1987, Mercury va volar a Barcelona per conèixer a la Montserrat Caballé i li va mostrar la cançó en una cinta de casset. A la cantant li va agradar tant, que van acordar començar a treballar amb la cançó per a un àlbum que gravarien junts.
A finals de maig Mercury havia acceptat ser el convidat d'honor i clausurar l'esdeveniment junt amb Montserrat Caballé cantant a duo la cançó. Més tard, el Comitè Olímpic Espanyol va decidir que el single fos l'himne oficial pels Jocs Olímpics celebrats a Barcelona el 1992, tot i que Mercury ja havia mort.
El 8 d'octubre de 1988 els dos músics van aparèixer a l'aire lliure en un escenari en el festival de Barcelona conegut com La Nit. Van cantar la cançó «Barcelona», juntament amb altres dues cançons de l'àlbum que encara no havien estat editades, «How Ca I Go On» i «The Golden Boy», acompanyats per Mike Habiten al piano. No va ser l'única vegada que Freddie va trepitjar un escenari al costat de Caballé, també ho va fer en el Ku Club d'Eivissa en 1987.
Anys més tard, Monserrat Caballé va tornar a interpretar la cançó en la final de la UEFA Champions League de 1999, disputada en el Camp Nou.
El 3 de setembre de 2012 va ser rellançat el tema "Barcelona" en una edició especial per rememorar el 25 aniversari del llançament del disc homònim.